# Miralia alternans
Miralia alternans är en ormart som beskrevs av Reuss 1834. Miralia alternans är ensam i släktet Miralia som ingår i familjen Homalopsidae. IUCN kategoriserar arten globalt som otillräckligt studerad. Inga underarter finns listade i Catalogue of Life.
Denna orm förekommer på Borneo, Java, Sumatra och på flera mindre öar i Sydostasien.
Arten är med en längd av 75 till 150 cm en medelstor orm. Den simmar i vattendrag samt insjöar och jagar fiskar samt groddjur. Honor lägger inga ägg utan föder levande ungar.